# 楊賓
楊賓（1650年—1720年），字可師，號耕夫，別號大瓢山人、小鐵，人稱“楊大瓢”，浙江山陰（今紹興）人，清朝書法家、旅行家。

## 生平
少年穎悟，精通《漢書》和杜詩，八歲能作擘窠書（榜書、泛指大字）；工書法，梁巘稱：“楊賓得執筆法，學右軍、長公（蘇軾），圓韻自然。”其父楊越在浙東通海案因掩護錢纘曾幼子獲罪，康熙元年（1662年）九月與夫人范氏被流放到寧古塔。當時楊賓年僅十三歲，領五歲弟楊寶（楊實）與兩個妹妹去上海縣投奔叔父崇名鎮右協右營都司楊懋經。八年後，叔父病故，賓等歸山陰。康熙十四年（1675年）成婚於蘇州，為養家活口，因习为刑名钱谷之學。康熙十七年，清廷开博学宏词科，巡抚张鹏翀预荐杨宾，然而楊賓以其父有“毋令宾为八股以应举”之命，拒不应试。出游山西、安徽、浙江、贵州、福建等地。
康熙二十八年春，康熙南巡至蘇州，杨宾不顾卫士鞭打，率弟泣请代父戍边，以非舊制不准。後來楊賓為探望父親，取道柳条边，经船厂（今吉林市），“触石破颅，血流数升而死，死半日乃复苏”，來到寧古塔，一路上游览凭吊，常向老兵退卒询访遗闻逸事，將東北沿途所聞所見，撰成《柳邊紀略》一書，是中国第一部详细介绍东北的书。康熙三十年（1691年），楊越病逝宁古塔，不許歸葬。楊賓四處奔走，跪泣衙门陈情达455天，纳贿于侍卫内大臣索额图门下，乃准許返葬，其母范氏“悉散家财，单车就道”，而“土汉送者，哭声填路”。康熙四十五年前后，入福建巡抚李中丞幕，每得土產则驰献老母。康熙四十六年春李中丞卒，其母伤心恸哭说：“从此不得九头柑矣！”。晚年多病，患痔疮，不得不卧床写作。康熙五十九年（1720年）楊賓病逝，葬于苏州。著有《金石源流》《大瓢偶筆》《晞發堂詩文集》《大瓢先生雜文殘稿》《塞外诗》《藩镇考》《日富编》《客舍钞存》《游西山诗》等。